# Ервін Болькен
Ервін Болькен (англ. Erwin Bohlken; 9 липня 1919, Ольденбург — 6 листопада 1954, Пріссер) — німецький танкіст, обер-фельдфебель вермахту. Кавалер Лицарського хреста Залізного хреста.

## Біографія
19 листопада 1938 року поступив на службу у вермахт. Спочатку служив у 4-му танковому полку 2-ї танкової дивізії, потім — командир взводу 1-ї роти 1-го дивізіону 1-го танкового полку 1-ї танкової дивізії.

## Нагороди
- Нагрудний знак «За танкову атаку»
  - в сріблі (26 червня 1940)
  - в сріблі 2-го ступеня «25» (8 січня 1944)
  - в сріблі 3-го ступеня «50» (12 січня 1945)
- Залізний хрест
  - 2-го класу (21 липня 1941)
  - 1-го класу (6 вересня 1942)
- Нагрудний знак «За поранення»
  - в чорному (6 травня 1942)
  - в сріблі (9 травня 1944)
  - в золоті (16 лютого 1945)
- Медаль «За зимову кампанію на Сході 1941/42» (1 серпня 1942)
- Нагрудний знак «За боротьбу з партизанами» в бронзі (30 березня 1944)
- Німецький хрест в золоті (1 травня 1944)
- Лицарський хрест Залізного хреста (17 березня 1945)
- Штурмовий піхотний знак в сріблі (22 квітня 1945)